# Паола
Па̀ола (на италиански: Paola, на местен диалект Pàula, Паула) е морски курортен град и община в Южна Италия, провинция Козенца, регион Калабрия. Разположен е на брега на Тиренско море. Населението на общината е 16 183 души (към 2013 г.).